# Kurama Tengu (film, 1942)
Pour les articles homonymes, voir Kurama Tengu.
Pour plus de détails, voir Fiche technique et Distribution.
Kurama Tengu (鞍馬天狗, Kurama Tengu) est un film japonais en noir et blanc, réalisé par Daisuke Itō et sorti en 1942.

## Synopsis
Au début de la période Meiji à Yokohama, Jacob est un marchand sans scrupules, qui dirige apparemment de façon honnête une entreprise commerciale dans la colonie. En réalité, il tire un énorme profit d'une grande quantité de fausse monnaie mais afin d'empêcher l'économie du pays de s'effondrer Kurama Tengu, un ronin, infiltre l'univers de Jacob, en tant que garde du corps. À cette époque, l'artiste aveugle Okiki, Sugisaku de Kakubei Jishi et le frère et la sœur de Chako apparaissent dans la colonie. Ils viennent consulter le Dr Hepburn, un médecin renommé, qui pourrait soigner les yeux Okiki. Plus tard, Sugisaku obtient accidentellement une confession d'Obara, un architecte naval qui s'est suicidé par remords à la suite du complot de Jacob et fait la connaissance de Kurata pendant la recherche. Après avoir vu les détails des actes répréhensibles de Jacob dans la note de suicide d'Obara, Kurata et Sugisaku découvrent l'usine d'or contrefaite de Jacob. Afin de tuer Kurata, Jacob persuade Miura Katsuhiko, le cousin d'Obara, que Kurama Tengu a tué son frère et vengé l'ennemi. Ainsi, la bataille entre Kurama Tengu et Jacob commence.

## Fiche technique
- Titre original : 鞍馬天狗 (Kurama Tengu?)
- Réalisation : Daisuke Itō

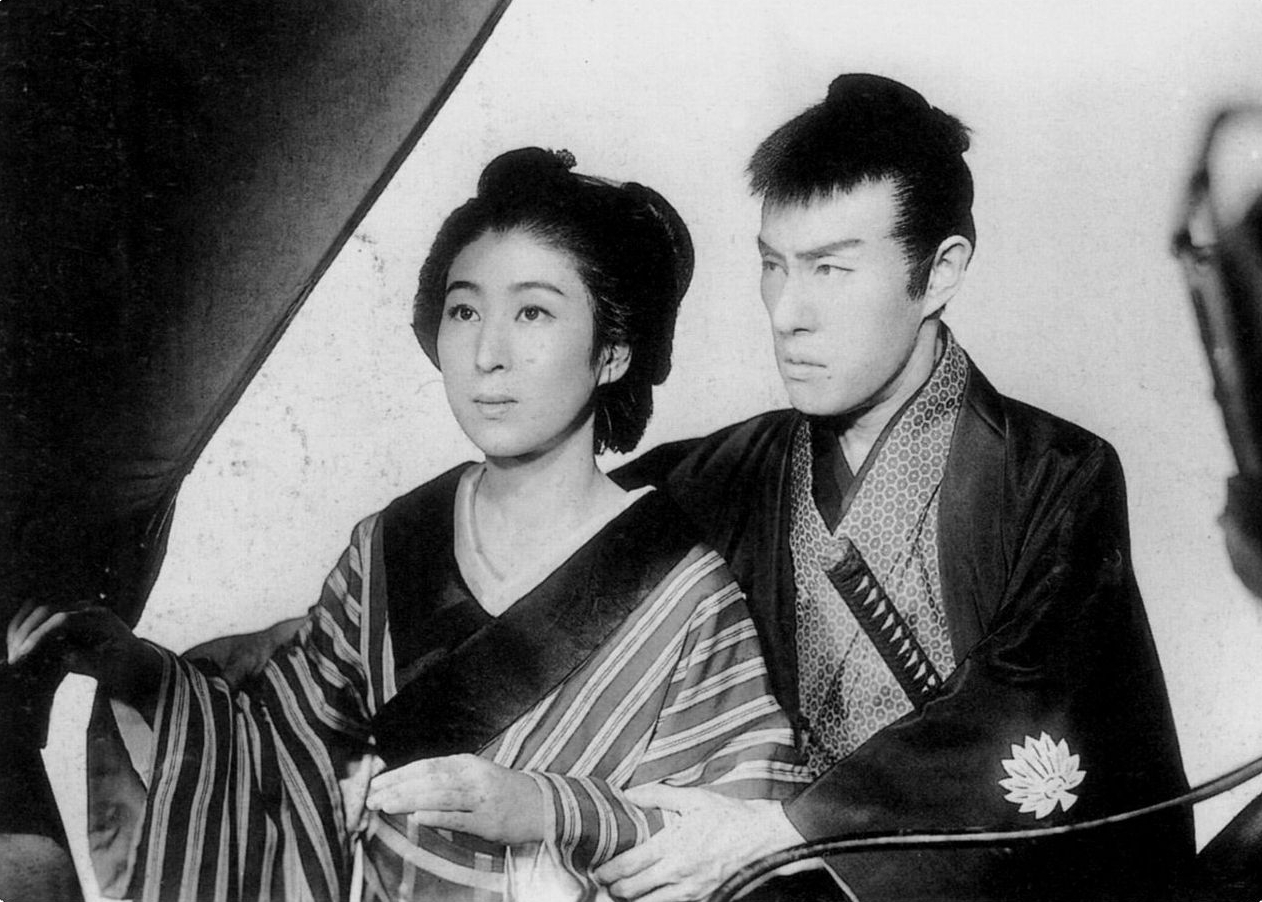
Scène du film avec Itoji Koto et Kanjūrō Arashi.

- Scénario : Daisuke Itō, d'après le roman de Jirō Osaragi
- Photographie : Hideo Ishimoto (ja)
- Montage : Shigeo Nishida
- Musique : Gorō Nishi
- Société de production : Daiei
- Pays d'origine :  Empire du Japon
- Format : noir et blanc - 1,37:1 - 35 mm - son mono
- Genre : film historique ; jidai-geki ; chanbara
- Durée : 107 minutes[1] (métrage : 11 bobines - 2 913 m[1])
- Date de sortie :
  - Empire du Japon : 29 octobre 1942[1]

## Distribution
- Kanjūrō Arashi : Kurama Tengu
- Itoji Koto (ja) : Oriki
- Sōjin Kamiyama : Jacob
- Kensaku Hara (ja) : Masaki Ohara / Katsuhiko Miura
- Tōgō Yamamoto : Tainen Wan